# Lauco
Lauco (in friulano Lauc) è un comune italiano di 639 abitanti del Friuli-Venezia Giulia. Fa parte del club dei borghi autentici d'Italia.

## Geografia fisica
Lauco sorge a 719 m s.l.m., nella regione alpina della Carnia, adagiato su un altipiano che si estende dal monte Arvènis (1.968 m) allo sperone roccioso che sovrasta il Tagliamento, da cui si domina la valle sottostante col vicino paese di Villa Santina.

## Storia
Il nome di Lauco è menzionato per la prima volta nel 914, ma alcuni rinvenimenti (una spada con fodero e un rasoio, risalenti alla prima metà del II secolo a.C.), sono tracce di una frequentazione già in epoca romana, ma vi sono anche, poco prima del centro abitato di Allegnidis, reperti di tombe pre-romane. Con i Romani fece parte della regione X Venetia et Histria. Il territorio appartenne nel Medioevo al patriarcato di Aquileia, passò quindi nel 1420 alla Repubblica di Venezia e nel 1797 all'impero asburgico. Annesso all'Italia nel 1866, dopo la terza guerra di indipendenza, fu interessato dall'avanzata degli austro-ungarici dal 1917 al 1918, durante la prima guerra mondiale, in seguito alla disfatta italiana a Caporetto, e ancora a quella tra il 1944 e il 1945.

### Simboli
Lo stemma e il gonfalone sono stati concessi con decreto del presidente della Repubblica del 3 febbraio 1989.
Lo stemma  raffigura, su sfondo azzurro, due quadrilateri d'oro, moventi dai fianchi dello scudo e che poggiano su una pianura di verde, accompagnati nel cantone destro del capo da un pino silvestre d'argento. Il gonfalone è un drappo di bianco.

## Monumenti e luoghi d'interesse
- Santuario della Madonna di Trava (772 m s.l.m.), collocato a circa 1 km a nord dell'omonima frazione, risalente al 1660. Si diceva che vi venissero fatti rinascere i bambini morti nei primi giorni di vita per poterli battezzare e assicurar loro in tal modo l'ingresso in Paradiso. Studi sull'argomento si possono visualizzare nel seguente link[collegamento interrotto]: Da Maria Luggau a Trava (Prof. Silvano Cavazza).
- Chiesetta di San Michele, quattrocentesca, con piccolo campanile a vela, che sorge poco prima della frazione di Trava.
- Forra della Vinadia (Tor di Meni da l'ors) un canyon profondo oltre 200 m, formato dall'erosione millenaria delle acque del torrente Vinadia.
- Palazzo Beorchia a Trava, risalente al XVIII secolo, tipico esempio di architettura signorile carnica.

## Società

### Evoluzione demografica
Abitanti censiti

### Lingue e dialetti
A Lauco, accanto alla lingua italiana, la popolazione utilizza la  lingua friulana. Ai sensi della deliberazione n. 2680 del 3 agosto 2001 della Giunta della Regione autonoma Friuli-Venezia Giulia, il Comune è inserito nell'ambito territoriale di tutela della lingua friulana ai fini della applicazione della legge 482/99, della legge regionale 15/96 e della legge regionale 29/2007.
La lingua friulana che si parla a Lauco rientra fra le varianti appartenenti al friulano carnico.

## Cultura

### Eventi
- Via crucis a Vinaio, interamente in lingua friulana.
- Tir des cidules manifestazione caratteristica carnica.

### Curiosità
Narra una leggenda popolare che anni e anni or sono san Pietro fosse di passaggio per le montagne della Carnia per insegnare alle genti i dieci comandamenti. Giunto nei pressi dell'altopiano di Lauco però una delle tavole che contenevano i comandamenti cadde e si scheggiò; ora al settimo comandamento "Non rubare" mancava il "non"...e gli abitanti dell'altopiano prontamente ubbidirono. Da qui il detto diffuso in Carnia "Trave e Davai, Lauc e Vinai, un galantomp no si cjate mai. Il pui galantomp al è stât un prêdi ch'al veve robât nomo siet vacjes" ("A Trava e Avaglio, Lauco e Vinaio non si incontra mai un gentiluomo. Il più gentiluomo fu un prete che aveva rubato solo sette mucche.").

## Geografia antropica

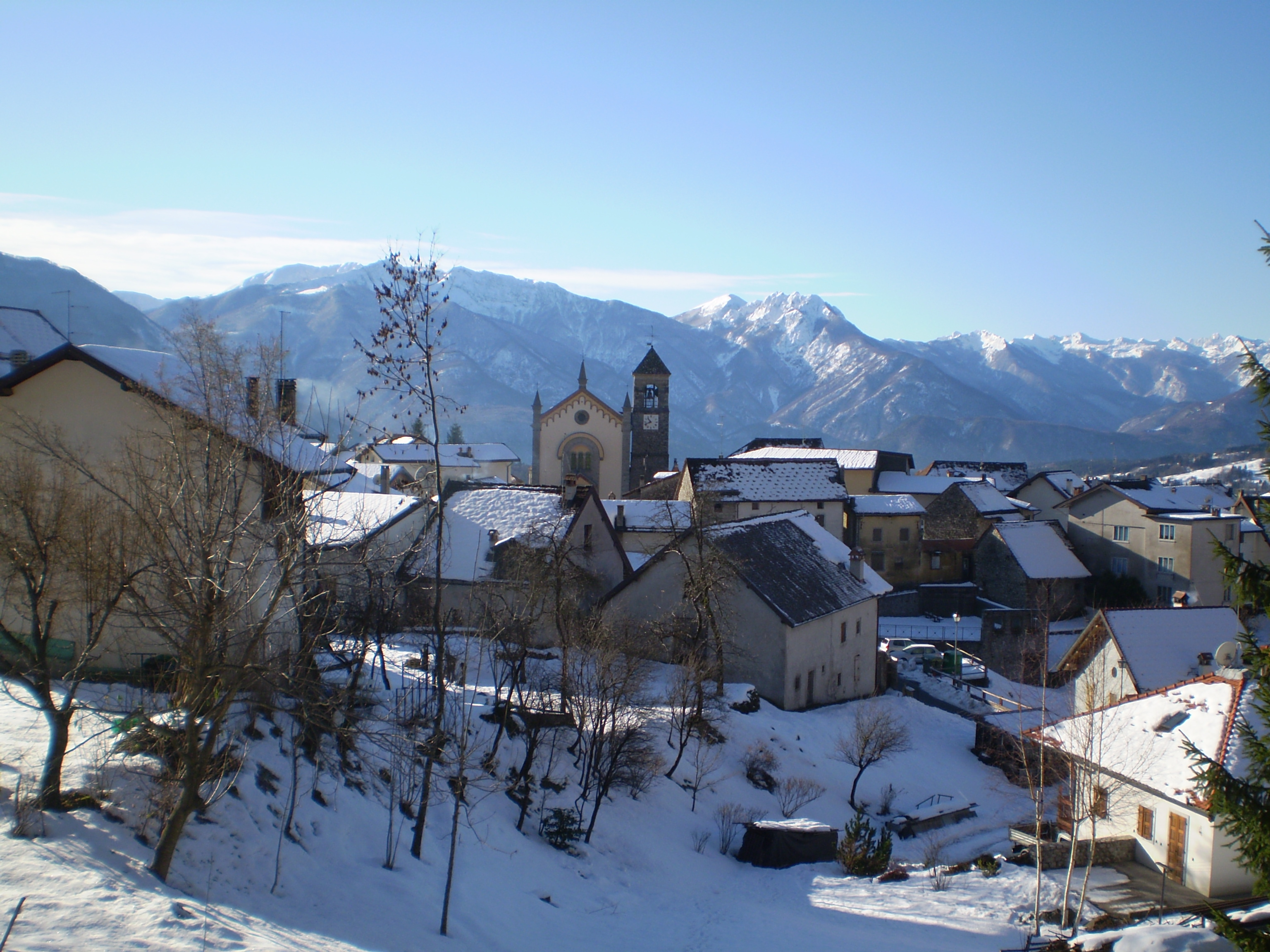
Veduta invernale della frazione di Trava

### Frazioni
Le sue frazioni sono:
- Allegnidis (Daleniis friulano)
- Avaglio (Davai)
- Buttea (Butee)
- Trava (Trave) è collocata a 695 m s.l.m., sull'altipiano dal quale si domina la sottostante Valle del Tagliamento. Nei pressi vi si trova il santuario della Madonna della Trava.
- Vinaio (Vinai), collocata sull'altopiano, a 802 m s.l.m.

Vi sono poi le piccole borgate di Chiassis (di sopra e di sotto), Sot Crez, Isimidi, Chiauians, Porteal, Pridignel, Runchia, Plugna, Fuessa, Uerpa, Vas, Pesmolet, Val di Lauco, Chiamps e Trischiamps.

## Amministrazione
Il comune fa parte dell'associazione dei comuni del Parco intercomunale delle Colline Carniche costituita nel 2007 insieme ai comuni di Enemonzo, Raveo e Villa Santina.

## Sport
Sono presenti sull'altipiano tre piste per lo sci di fondo a quota 1.000 m s.l.m.; la prima di 3 km di lunghezza, la seconda di 5 km e la terza di 8 km. Sul monte Sadi, in località Val di Lauco, si trova invece una pista di discesa, dotata di una sciovia a funi alte della lunghezza di circa 700 m, che porta a quota 1400 m s.l.m. Esistono inoltre tracciati di interesse paesaggistico per mountain bike e trekking.